# Iragua infuscata
Iragua infuscata är en insektsart som beskrevs av Rodney Ramiro Cavichioli 1991. Iragua infuscata ingår i släktet Iragua och familjen dvärgstritar. Inga underarter finns listade i Catalogue of Life.